# Ol'chovaja (fiume)
La Ol'chovaja (in russo Ольховая?) è un fiume della Russia europea meridionale, affluente di sinistra del Kalitva. Scorre nell'oblast' di Rostov.
Il fiume scorre in direzione prevalentemente meridionale, solo nell'ultimo tratto gira a ovest. Ha una lunghezza di 119 km; l'area del suo bacino è di 1480 km². Lungo il suo corso attraversa il villaggio di Kašary, sfocia nel Kalitva a 133 km dalla foce.